# Closterocerus agromyzae
Closterocerus agromyzae är en stekelart som beskrevs av Narayanan, Subba Rao och Ramachandra 1960. Closterocerus agromyzae ingår i släktet Closterocerus och familjen finglanssteklar. Inga underarter finns listade i Catalogue of Life.